# Aricidea capensis
Aricidea capensis är en ringmaskart som beskrevs av Francis Day 1961. Aricidea capensis ingår i släktet Aricidea och familjen Paraonidae. Arten har ej påträffats i Sverige. Utöver nominatformen finns också underarten A. c. bansei.